# Vicuña Mackenna
Vicuña Mackenna är en ort i Argentina.   Den ligger i provinsen Córdoba, i den centrala delen av landet, 600 km väster om huvudstaden Buenos Aires. Vicuña Mackenna ligger 243 meter över havet och antalet invånare är 8 994.
Terrängen runt Vicuña Mackenna är platt. Runt Vicuña Mackenna är det glesbefolkat, med 13 invånare per kvadratkilometer..
Trakten runt Vicuña Mackenna består till största delen av jordbruksmark.